# Staunton (Illinois)
Staunton é uma cidade localizada no estado americano de Illinois, no Condado de Macoupin.

## Demografia
Segundo o censo americano de 2000, a sua população era de 5030 habitantes.
Em 2006, foi estimada uma população de 5182, um aumento de 152 (3.0%).

## Geografia
De acordo com o United States Census Bureau tem uma área de
6,0 km², dos quais 5,9 km² cobertos por terra e 0,1 km² cobertos por água.

## Localidades na vizinhança
O diagrama seguinte representa as localidades num raio de 12 km ao redor de Staunton.